# Нганятьяра
Нганятьяра — австралийский язык группы вати юго-западной ветви пама-ньюнгской языковой семьи. Язык является одним из диалектов языка Западной пустыни. На языке говорят аборигены, живущие в районе общины Уорбертон в Западной Австралии, на границе с Северной территорией. Число носителей согласно переписи населения Австралии 2006 года — 1000 человек.